# Paul Ackford
Paul John Ackford (Hannover, 26 febbraio 1958) è un giornalista britannico, in passato rugbista internazionale per l'Inghilterra.
Attivo in carriera agonistica come seconda linea, militò nei londinesi Rosslyn Park e Harlequins e vestì la maglia inglese alla Coppa del Mondo 1991 oltre a rappresentare i British Lions nel tour in Australia del 1989.
Agente di polizia durante l'attività agonistica, è divenuto commentatore sportivo per il Daily Telegraph e il Times.

## Biografia
Nato in Germania ma di famiglia inglese, Paul Ackford crebbe in Inghilterra, a Londra.
Appartenente a una delle ultime generazioni di rugbisti che praticavano la disciplina a livello - almeno formalmente - dilettantistico, si arruolò in polizia, arrivando fino al grado di ispettore.
La prima - e unica - squadra di rilievo nazionale per la quale giocò furono gli Harlequins, del quartiere londinese di Twickenham.
Contemporaneamente alla militanza con gli Harlequins giunsero anche le prime convocazioni in Nazionale inglese: grazie alla buona prestazione messa in mostra giocando in una selezione cittadina che affrontò gli Wallabies in tour, fu qualche giorno dopo selezionato per un test match della Nazionale contro gli stessi australiani.
Il 5 novembre 1988, a quasi 31 anni, Ackford disputò quindi la sua prima gara internazionale ufficiale.
L'anno successivo fu convocato anche dai British Lions, che affrontarono un tour in Australia: nel corso di tale tour Ackford giocò in tutti e tre i test match previsti.
Del 1991 fu la conquista del Cinque Nazioni con il Grande Slam e il secondo posto alla Coppa del Mondo di rugby.
La finale di tale torneo (sconfitta contro l'Australia 6-12) fu l'ultimo atto internazionale di Ackford.
Poco dopo giunse anche il ritiro dall'attività agonistica.
Congedatosi anche dalla polizia, Ackford iniziò l'attività di giornalista e commentatore sportivo, curando a lungo una pagina di sport e di commenti sugli eventi correnti del rugby dalle colonne del Daily Telegraph
 per poi passare al Times.

## Palmarès
- Coppe Anglo-Gallesi: 1
Harlequins: 1990-91